# Balbidomaga
Balbidomaga là một chi bướm đêm thuộc họ Tortricidae.

## Các loài
- Balbidomaga dorophora Diakonoff, 1983
- Balbidomaga uptoini Horak, 2006